# Список неправильних дієслів англійської мови
Неправильними дієсловами англійської мови (англ. irregular verbs) називаються дієслова що не підкоряються правилам при утворенні форм дієслова простого минулого часу (past simple) та дієприкметника минулого часу (past participle), згідно з якими дієслова даних форм закінчуються на «-ed». Хоча деякі неправильні дієслова при створенні зазначених форм змінюються аналогічно один одному (наприклад, sing, sink, swim або bring, seek, think), цей процес не можливо систематизувати.
Однак для багатьох дієслів нововведення не прижилося, і їх минулий час продовжували утворювати по-старому; саме ці дієслова називаються неправильними. Хоча деякі з них застарівають і фактично зникають, інші (be, do, have, can, say) є найбільш вживаними в сучасній англійській мові.
В англійській мові всі дієслова поділяються на правильні (regular verbs) та неправильні (irregular verbs). Загалом Оксфордський словник налічує 470 неправильних дієслів, але найчастіше люди вживають лише близько 190.

## Список
Деякі неправильні дієслова:
| Infinitive | Past simple  | Past participle      | Переклад                   |
| ---------- | ------------ | -------------------- | -------------------------- |
| awake      | awoke/awaked | awoken/awaked        | прокидатися                |
| be         | was          | been                 | бути                       |
| bear       | bore         | born/borne           | нести                      |
| forbear    | forbore      | forborne             | утримуватися               |
| misbear    | misbore      | misborne             | (заст.) погано поводитися  |
| overbear   | overbore     | overborne            | пересилювати               |
| underbear  | underbore    | underborne           | (заст.) підтримувати       |
| beat       | beat         | beaten/beat          | бити                       |
| browbeat   | browbeat     | browbeaten           | залякувати                 |
| overbeat   | overbeat     | overbeaten/overbeat  | (заст.) перебити           |
| become     | became       | become               | ставати                    |
| misbecome  | misbecame    | misbecome            | не підходити               |
| beget      | begot/begat  | begotten/begot       | породжувати                |
| misbeget   | misbegot     | misbegotten/misbegot | (заст.) незаконно породити |
| begin      | began        | begun                | починати                   |
| bend       | bent/bended  | bent/bended          | гнутися                    |
| overbend   | overbent     | overbent             | нахилятися                 |
| unbend     | unbent       | unbent               | розгинатися                |

## 100 найуживаніших неправильних дієслів англійської мови
У нижче наведеній таблиці перелічено всім відомі найпопулярніші та найуживаніші  неправильні дієслова ще з часів вивчення їх у школі:
| Infinitive | Past simple | Past participle | Переклад                                 |
| ---------- | ----------- | --------------- | ---------------------------------------- |
| be         | was/were    | been            | бути                                     |
| beat       | beat        | beaten          | бити                                     |
| become     | became      | become          | ставати                                  |
| begin      | began       | begun           | починати                                 |
| bend       | bent        | bent            | гнути                                    |
| bet        | bet         | bet             | тримати парі                             |
| bite       | bit         | bitten          | кусати                                   |
| blow       | blew        | blown           | дути, видихати                           |
| break      | broke       | broken          | ламати, розбивати, руйнувати             |
| bring      | brought     | brought         | приносити, привозити, доставляти         |
| build      | built       | built           | будувати, споруджувати                   |
| buy        | bought      | bought          | купувати, здобувати                      |
| catch      | caught      | caught          | ловити, зловити, схопити                 |
| choose     | chose       | chosen          | вибирати, обирати                        |
| come       | came        | come            | приходити, підходити                     |
| cost       | cost        | cost            | коштувати, обходитися                    |
| cut        | cut         | cut             | різати, розрізати                        |
| deal       | dealt       | dealt           | мати справу, розподіляти                 |
| dig        | dug         | dug             | копати, рити                             |
| do         | did         | done            | робити, виконувати                       |
| draw       | drew        | drawn           | малювати, креслити                       |
| drink      | drank       | drunk           | пити                                     |
| drive      | drove       | driven          | їздити, підвозити                        |
| eat        | ate         | eaten           | їсти, поглинати, поїдати                 |
| fall       | fell        | fallen          | падати                                   |
| feed       | fed         | fed             | годувати                                 |
| feel       | felt        | felt            | відчувати                                |
| fight      | fought      | fought          | битися, боротися, воювати                |
| find       | found       | found           | знаходити, виявляти                      |
| fly        | flew        | flown           | літати                                   |
| forget     | forgot      | forgotten       | забувати про (будь-що)                   |
| forgive    | forgave     | forgiven        | прощати                                  |
| freeze     | froze       | frozen          | замерзати, завмирати                     |
| get        | got         | got             | отримати. отримав                        |
| give       | gave        | given           | дати, подати, дарувати                   |
| go         | went        | gone            | йти, рухатись                            |
| grow       | grew        | grown           | рости, виростати                         |
| hang       | hung        | hung            | вішати, розвішувати, висіти              |
| have       | had         | had             | мати, володіти                           |
| hear       | heard       | heard           | чути, почути                             |
| hide       | hid         | hidden          | ховати, приховувати                      |
| hit        | hit         | hit             | вдаряти, вражати                         |
| hold       | held        | held            | тримати, утримувати, затримувати         |
| hurt       | hurt        | hurt            | ранити, забити, завдати болю             |
| keep       | kept        | kept            | зберігати, підтримувати                  |
| know       | knew        | known           | знати, мати уявлення                     |
| lay        | laid        | laid            | класти, покласти, покривати              |
| lead       | led         | led             | вести за собою, супроводжувати, керувати |
| leave      | left        | left            | залишати, йти, виїжджати, залишати       |
| lend       | lent        | lent            | позичать, давати в борг                  |
| let        | let         | let             | позволять, дозволять                     |
| lie        | lay         | lain            | лежати                                   |
| light      | lit         | lit             | запалювати, світитися, освітлювати       |
| lose       | lost        | lost            | губити, позбавлятися, втрачати           |
| make       | made        | made            | робити, створювати, виготовляти          |
| mean       | meant       | meant           | означати, мати на увазі                  |
| meet       | met         | met             | зустрічати, знайомитися                  |
| pay        | paid        | paid            | платити, оплачувати, розраховуватися     |
| put        | put         | put             | ставити, поміщати, класти                |
| read       | read        | read            | читати, прочитати                        |
| ride       | rode        | ridden          | їхати верхи, кататися                    |
| ring       | rang        | rung            | дзвеніти, дзвонити                       |
| rise       | rose        | risen           | сходити, вставати, підніматися           |
| run        | ran         | run             | бігти, бігати                            |
| say        | said        | said            | говорити, сказати, вимовляти             |
| see        | saw         | seen            | бачити                                   |
| seek       | sought      | sought          | шукати, розшукувати                      |
| sell       | sold        | sold            | продавати, торгувати                     |
| send       | sent        | sent            | посилати, відправляти, відсилати         |
| set        | set         | set             | встановлювати, задавати, призначати      |
| shake      | shook       | shaken          | трясти, струшувати                       |
| shine      | shone       | shone           | світити, сяяти, опромінювати             |
| shoot      | shot        | shot            | стріляти                                 |
| show       | showed      | shown/showed    | показувати                               |
| shut       | shut        | shut            | закривати, замикати, зачиняти            |
| sing       | sang        | sung            | співати, наспівувати                     |
| sink       | sank        | sunk            | тонути, занурюватися                     |
| sit        | sat         | sat             | сидіти, сідати                           |
| sleep      | slept       | slept           | спати                                    |
| speak      | spoke       | spoken          | говорити, розмовляти, висловлюватися     |
| spend      | spent       | spent           | тратити, витрачати, проводити (час)      |
| stand      | stood       | stood           | стояти                                   |
| steal      | stole       | stolen          | красти                                   |
| stick      | stuck       | stuck           | приклеювати                              |
| strike     | struck      | struck/stricken | вдаряти, бити, вражити                   |
| swear      | swore       | sworn           | клястися, присягати                      |
| sweep      | swept       | swept           | мести/підмітати, змахувати               |
| swim       | swam        | swum            | плавати, плисти                          |
| swing      | swung       | swung           | гойдатися, крутитися                     |
| take       | took        | taken           | брати, хапати, взяти                     |
| teach      | taught      | taught          | вчити, навчати                           |
| tear       | tore        | torn            | рвати, відривати                         |
| tell       | told        | told            | розповідати                              |
| think      | thought     | thought         | думати, мислити, міркувати               |
| throw      | threw       | thrown          | кидати, метати                           |
| understand | understood  | understood      | розуміти, осягати                        |
| wake       | woke        | woken           | прокидатися, будити                      |
| wear       | wore        | worn            | носити (одяг)                            |
| win        | won         | won             | перемогти, виграти                       |
| write      | wrote       | written         | писати, записувати                       |